# گروندهوف
گروندهوف (به آلمانی: Grundhof) یک شهر در آلمان است که در اشلسویگ-فلنسبورگ واقع شده‌است. گروندهوف  ۹۲۶ نفر جمعیت دارد.